# Cuvierichelys iberica
Crysemys iberica, Palaeochelys iberica
Espèce
Synonymes
- Crysemys iberica Bergounioux 1958
- Palaeochelys iberica Bergounioux 1958

Cuvierichelys iberica est une espèce éteinte de tortues de la super-famille des Testudinoidea.

## Publication
Cette espèce a été publiée en 1958 par le paléontologue français Frédéric-Marie Bergounioux (1900-1983).

## Synonymes
Cette espèce a des synonymes : 
- Crysemys iberica Bergounioux 1958
- Palaeochelys iberica Bergounioux 1958[2].